# Jean Tricart (homme politique)
Jean Tricart, né le 30 septembre 1915 à Ambazac et mort le 27 novembre 2000 à Limoges, est un homme politique français. Député de la Haute-Vienne de 1948 à 1958, il est maire de Poissy (Yvelines) de 1977 à 1981.

## Biographie
Fils d'agriculteur, agriculteur lui-même, résistant au sein des Francs-tireurs et partisans (FTP), puis officier FFI, Jean Tricart adhère au Parti communiste français (PCF) pendant la guerre. Après la Libération, il est responsable syndicaliste agricole à la fédération de la Haute-Vienne de la Confédération générale de l'agriculture (CGA). En 1946, placé en 3e position sur la liste du PCF aux élections législatives de novembre 1946, il n'est pas élu, mais il devient député de la Haute-Vienne en 1948, à la suite de la démission de Marcel Paul. Il est réélu en 1951  et en 1956. Cette même année il devient membre du Comité central du PCF. Il dirige le quotidien régional L'Écho du Centre, aux côtés de Marcel Rigout. 
Dirigeant de la Fédération communiste de la Haute-Vienne, il est « muté » en Région parisienne en 1966 pour prendre des responsabilités dans le nouveau département des Yvelines, où il « suit » particulièrement les usines Chrysler de Poissy, où règne la CFT, syndicat « patronal ». Il est candidat, sans succès, lors des élections législatives de 1973 face à Michel Rocard, puis à celles de 1978. Mais lors des élections municipales de 1977, il est élu maire de Poissy. Il le demeure jusqu'en 1981, année où il se retire discrètement, pour raisons de santé, sur fond de mésentente avec Georges Marchais et la direction nationale. Il laisse son fauteuil de maire à Joseph Tréhel, ouvrier et ancien secrétaire général du syndicat CGT des usines Chrysler. 